# Buhara, Hassa
Buhara là một xã thuộc huyện Hassa, tỉnh Hatay, Thổ Nhĩ Kỳ. Dân số thời điểm năm 2011 là 1.444 người.